# 96-я улица (линия Восьмой авеню, Ай-эн-ди)
| Верхний ярус          |     |     |
| \| · \| · л \| · э \| |     |     |
| ·                     | · л | · э |

| · | · л | · э |

| Нижний ярус           |     |     |
| \| · \| · л \| · э \| |     |     |
| ·                     | · л | · э |

| · | · л | · э |

| Верхний ярус          |     |     |
| \| · \| · л \| · э \| |     |     |
| ·                     | · л | · э |

| · | · л | · э |

| Нижний ярус           |     |     |
| \| · \| · л \| · э \| |     |     |
| ·                     | · л | · э |

| · | · л | · э |

«96-я улица» (англ. 96th Street) — станция Нью-Йоркского метрополитена, расположенная на линии Восьмой авеню, Ай-эн-ди. Станция находится в Манхэттене, в районе Гарлем, на пересечении 96-й улицы и Сентрал-Парк-Уэст. На станции останавливаются маршруты: A (ночью), B (в будни днём и вечером до 23:00) и C (круглосуточно, кроме ночи). Станцию проходят без остановки маршруты A (круглосуточно, кроме ночи) и D (круглосуточно).
Станция локальная, не совсем обычная. Отличие от стандартной локальной станции состоит в том, что она двухуровневая. Верхний уровень используют поезда, следующие в Бронкс, нижний уровень — поезда в сторону Нижнего Манхэттена. На каждом уровне расположена одна боковая платформа и два пути. Платформы расположены друг под другом, с западной стороны от путей. Экспрессы используют восточный путь. Обе платформы отделаны в синих тонах, на них имеются мозаики с названием станции. Название станции также расположено на колоннах в виде белой надписи на чёрной табличке.
Станция имеет два выхода, оба идут с верхнего уровня. С нижнего уровня лестницы ведут только на верхний, откуда осуществляется доступ к 96-й и 97-й улицам. Рядом со станцией располагается Центральный парк. Все входы представлены лестницами, поэтому для инвалидов нет возможности воспользоваться станцией.